# Хазани, Михаэль
Яаков Михаэль Хазани (ивр. יעקב-מיכאל חזני‎; при рождении Яаков Михаэль Конторович; 27 июня 1913, Бендзин — 2 июля 1975, Афула, Северный округ) — израильский политический и общественный деятель, раввин, депутат кнессета 2-го, 3-го, 4-го, 5-го, 6-го, 7-го и 8-го созывов от партии «Ха-поэль ха-мизрахи» (в том числе в составе «Объединённого религиозного фронта») и партии «МАФДАЛ». Заместитель министра образования и культуры (1969—1970), министр благосостояния Израиля (1970—1975).

## Биография
Родился 27 июля 1913 года в Бендзине, Петроковской губернии (ныне Польша) в семье Исраэля-Мешулама Конторовича и его жены Фрумы. Раввин, получил религиозное образование в иешиве «Торат Хаим» в Варшаве.
В 1932 году репатриировался в Подмандатную Палестину, был сельскохозяйственным рабочим. Один из основателей организации «ха-Шомер ха-дати», активист организации «ха-Халуц ха-мизрахи», был членом подпольной организации Хаганы.
В 1951 году впервые был избран в кнессет, переизбирался в кнессет, переизбирался в кнессет 3-го, 4-го, 5-го, 6-го, 7-го и 8-го созывов .созывов как член партии «ха-Поэль ха-Мизрахи», в том числе в составе «Объединённого религиозного фронта», а позже от партии «МАФДАЛ». В разное время работал в комиссии по услугам населению, финансовой комиссии, комиссии по экономике, комиссии по внутренним делам и законодательной комиссии.
В пятнадцатом правительстве Израиля занимал должность заместителя министра образования и культуры (1969—1970), затем в пятнадцатом, шестнадцатом и семнадцатом правительствах занимал пост министра благосостояния Израиля (1970—1975).
Был членом исполнительного комитета партии «Ха-поэль ха-мизрахи», входил в руководство партии «МАФДАЛ». Был автором многочисленных публикаций на идише и иврите.
В 1933 году женился на Ханне Рубин, в браке родилось трое детей.
Умер 2 июля 1975 года.